# Barbacenia brasiliensis
Barbacenia brasiliensis är en enhjärtbladig växtart som beskrevs av Carl Ludwig von Willdenow. Barbacenia brasiliensis ingår i släktet Barbacenia och familjen Velloziaceae. Inga underarter finns listade.